# West-Mexicaanse organist
De West-Mexicaanse organist (Euphonia godmani) is een zangvogel uit de familie Fringillidae (vinkachtigen). De vogel werd als ondersoort van de struikorganist beschouwd maar is na publicatie van fylogenetisch onderzoek in 2021 afgesplitst.

## Verspreiding en leefgebied
De vogel komt voor in een brede strook langs de westkust van Mexico in verschillende typen tropisch bos, ook in secundair bos.